# Svjatitsa (vattendrag i Vitryssland)
Svjatitsa (ryska: Святица) är ett vattendrag i Belarus.   Det ligger i voblasten Vitsebsks voblast, i den norra delen av landet, 230 km norr om huvudstaden Minsk.
Trakten runt Svjatitsa består till största delen av jordbruksmark. Runt Svjatitsa är det glesbefolkat, med 13 invånare per kvadratkilometer.